# Ugia roseata
Ugia roseata är en fjärilsart som beskrevs av M.Gaede 1940. Ugia roseata ingår i släktet Ugia och familjen nattflyn. Inga underarter finns listade i Catalogue of Life.